# Florilegium
Florilegium – w średniowiecznej łacinie określenie na zbiór cytatów pochodzących z dzieł najwybitniejszych autorytetów, najczęściej z dziedziny teologii lub filozofii. Słowo pochodzi z połączenia łacińskich słów flos oznaczającego „kwiat” i legere w znaczeniu „zbierać”, „zbiór”. Dosłownie więc był to „zbiór kwiatów” i termin ten był analogiczny do greckiego określenia antologia. Florilegia (liczba mnoga) najczęściej zawierały zbiory cytatów z dzieł Ojców Kościoła, innych pisarzy wczesnochrześcijańskich, rzadziej filozofów pogańskich lub autorów klasycznych (głównie Arystotelesa). Jednym z najsławniejszych florilegium był XIV-wieczny Manipulus florum autorstwa Tomasza Irlandczyka, który umieścił w nim cytaty zebrane w bibliotece Sorbony.
W późniejszych czasach termin florilegia nabrał bardziej dosłownego znaczenia i stał się w XVI-XVII wieku synonimem zielnika, herbarza.